# Daniël van der Stoep
Daniël van der Stoep (ur. 12 września 1980 w Delfcie) – niderlandzki prawnik i polityk, poseł do Parlamentu Europejskiego VII kadencji.

## Życiorys
Studiował prawo międzynarodowe i europejskie na Uniwersytecie w Lejdzie oraz politologię, której nie ukończył. W 2005 zaangażował się w działalność Partii Wolności, gdzie zajął się sprawami wewnętrznymi, obroną oraz stosunkami z Antylami Holenderskimi i Arubą. Współpracował z frakcją parlamentarną PVV. W czasie kampanii wyborczej do Parlamentu Europejskiego kontrowersje wzbudziła jedna z jego wypowiedzi na dawnym blogu, w której podawał w wątpliwość ludobójstwo dokonane na Ormianach w 1915. W Europarlamencie, do którego się dostał, pozostał posłem niezrzeszonym, przystąpił do Komisji Budżetowej oraz delegacji ds. stosunków z USA. Z mandatu w PE zrezygnował w sierpniu 2011 po spowodowaniu kolizji drogowej w stanie nietrzeźwości. W grudniu tego samego roku wrócił do Europarlamentu VII kadencji, było to możliwe w związku z uzyskaniem przez Holandię dodatkowego mandatu po wejściu w życie traktatu lizbońskiego. W 2012 założył własne ugrupowanie pod nazwą Artikel 50.